# جورج بالدوك
جورج هنري إيفور بالدوك (9 مارس 1993 – 9 أكتوبر 2024)، هو لاعب كرة قدم محترف لعب كظهير أيمن. وعلى الرغم من ولادته في إنجلترا، كان بالدوك يحمل الجنسية اليونانية نظرًا لأصوله اليونانية من جهة جدته، ومثّل المنتخب اليوناني في المسابقات الدولية.

## الوفاة
عُثر على بالدوك ميتًا في مسبح منزله في غليفاذا بأثينا في 9 أكتوبر 2024 عن عمر ناهز 31 عامًا. بعد عدة ساعات من عدم القدرة على التواصل معه، أعربت زوجته في إنجلترا عن قلقها، مما دفع مالك العقار للدخول ورؤية جثته. وأشار تقرير أولي من الطبيب الشرعي إلى أن بالدك قد توفي غرقًا، واستبعدت الشرطة أي عمل إجرامي، إلا أن المزيد من تفاصيل وفاته ما زالت غير معروفة.

## وصلات خارجية
- جورج بالدوك على موقع الاتحاد الأوربي (الإنجليزية)
- جورج بالدوك على موقع إي إس بي إن إف سي (الإنجليزية)
- جورج بالدوك على موقع قاعدة بيانات كرة القدم.إي يو (الإنجليزية)
- جورج بالدوك على موقع ليكيب (الفرنسية)
- جورج بالدوك على موقع ناشيونال فوتبول تيمز (الإنجليزية)
- جورج بالدوك على موقع Soccerbase.com (لاعب) (الإنجليزية)
- جورج بالدوك على موقع Soccerway.com (الإنجليزية)
- جورج بالدوك على موقع عالم كرة القدم.نت (الإنجليزية)
- جورج بالدوك على موقع AS.com (الإسبانية)